# AMD Athlon X2
Der AMD Athlon X2 ist ein Mikroprozessor für Computer. Bei Athlon-X2-Prozessoren für den Sockel AM2 handelt es sich um Athlon 64 X2 mit einer kleineren Standard-TDP und einem neuen Bezeichnungsschema. Athlon X2 für den Sockel AM2 sind somit Mitglieder der AMD-K9-Generation. Prozessoren für den Sockel AM2+ basieren hingegen auf der neueren AMD-K10-Architektur. Diese Prozessoren sind technisch mit den Phenom-Prozessoren identisch, besitzen aber nur zwei aktive Kerne.

## Namensgebung
Der AMD Athlon X2 für den Sockel AM2 ist lediglich ein umbenannter Athlon 64 X2 und weitestgehend mit diesem identisch. AMD änderte im Rahmen der Einführung der neuen K10-Generation (AMD Phenom) die Namen seiner Prozessorprodukte und gab bereits existierenden Prozessoren neue Namen. Diese entsprechen aber weiterhin hinsichtlich Technik und Einsatzzweck ihren „Vorgängern“. Neuere Modelle für den Sockel AM2+ auf Basis der K10-Architektur sind allerdings anhand ihrer Produktnummer sowie den technischen Daten von K9-Modellen unterscheidbar.

## Produktgeschichte
Der Athlon X2 für den Sockel AM2 beinhaltet wie der Athlon 64 X2 zwei Prozessorkerne und ist weitgehend mit dessen in 65 nm gefertigter Sockel-AM2-Variante (Brisbane) identisch. So besitzt er ebenfalls einen Zweikanal-Speichercontroller mit Unterstützung für DDR2-SDRAM, der von beiden Prozessorkernen gemeinsam genutzt wird. Der Prozessor dient weiterhin auch als Basis für AMD LIVE!. Durch eine bessere Selektion konnte AMD aber die Verlustleistung Prozessoren von maximal 65 W beim Athlon 64 X2 auf maximal 45 W beim Athlon X2 senken. Die ersten Athlon-X2-Prozessoren dieser Art wurden am 5. Juni 2007 auf den Markt gebracht. Mit dem Erscheinen des neuen Steppings 2 der Revision G Anfang Oktober 2007 konnte die Geschwindigkeit mit dem am 8. Oktober 2007 erschienen BE-2400 weiter gesteigert werden, ohne dass die Verlustleistung von 45 W erhöht werden musste.
Am 15. Dezember 2008 präsentierte AMD schließlich einen Zweikernprozessor für den Sockel AM2+ auf Basis der K10-Architektur. Wie auch seine vierkernigen und dreikernigen Derivate hat der Prozessor zusätzlich zum L2-Cache einen L3-Cache und höheren HT-Takt, ist aber zum Sockel AM2 abwärtskompatibel. Bei diesen Dual-Core-Prozessoren auf Basis der K10-Architektur (Kuma) handelt es sich um Phenom-Prozessoren (Agena), bei denen zwei der vier Prozessorkerne deaktiviert worden sind, was in einer mehr als doppelt so großen Die-Größe des Prozessors gegenüber den Vorgängermodellen mit Brisbane-Kernen resultiert.

## Bezeichnungsschema
Wie auch der AMD Athlon erhielt der Athlon X2 im Zuge der Vorbereitungen für die Einführungen des AMD Phenom ein neues Bezeichnungsschema. Dabei wurde das alte Quantispeed-Bezeichnungsschema des Athlon 64 X2 gegen eine neue Version ausgetauscht, die dem der AMD-Opteron-Prozessoren ähnelt, aber etwas anders strukturiert ist: Es besteht aus zwei Buchstaben gefolgt von einem Bindestrich und einer vierstelligen Nummer (z. B. LE-1620).
- Der erste Buchstabe steht dabei für das Marktsegment, B bedeutet Mittelklasse. (G = premium product, L = value product)
- Der zweite Buchstabe benennt die ungefähre Verlustleistung, E bedeutet dabei weniger als 65 W TDP. (P > 65 W, S ca. 65 W, E < 65 W)
- Bei der vierstelligen Nummer steht die erste Ziffer für die Typenfamilie, die anderen drei Ziffern ordnen den Prozessor innerhalb dieser Typenfamilie zu. (1xxx= Sempron/Athlon, single-core, 2xxx= Athlon, dual-core)

Die OPN der Athlon-X2-Prozessoren beginnt mit den Buchstaben 'ADH'.
Bei der Einführung der Phenom-Prozessoren ließ AMD die Buchstaben vor der Modellnummer aber wieder fallen und belässt es seitdem auch beim Athlon X2 nur bei einer Modellnummer. (Bei energiesparenden Versionen wird statt des vorangestellten großen „E“ ein kleines „e“ an die Modellnummer angehängt.)

## Weitere Entwicklung
Der Athlon X2 wurde im Juni 2009 durch neue Prozessoren in 45 nm-Technologie mit den Namen Athlon II X2 und AMD Phenom II X2 ersetzt. Gegen Ende 2009 legte AMD Prozessoren aus der 45-nm-Fertigung nochmals unter dem Athlon-X2-Logo auf. Diese Prozessoren hatten auf dem Markt aber kaum Relevanz, da sie nur in sehr kleinen Mengen hergestellt wurden und die meisten nach Asien und zu den OEMs ausgeliefert wurden.

## Modelldaten Sockel AM2
Alle Prozessoren für den Sockel AM2 besitzen einen Speichercontroller mit zwei Kanälen (128 Bit, Dual-Channel-Betrieb) für DDR2-SDRAM.

### Brisbane

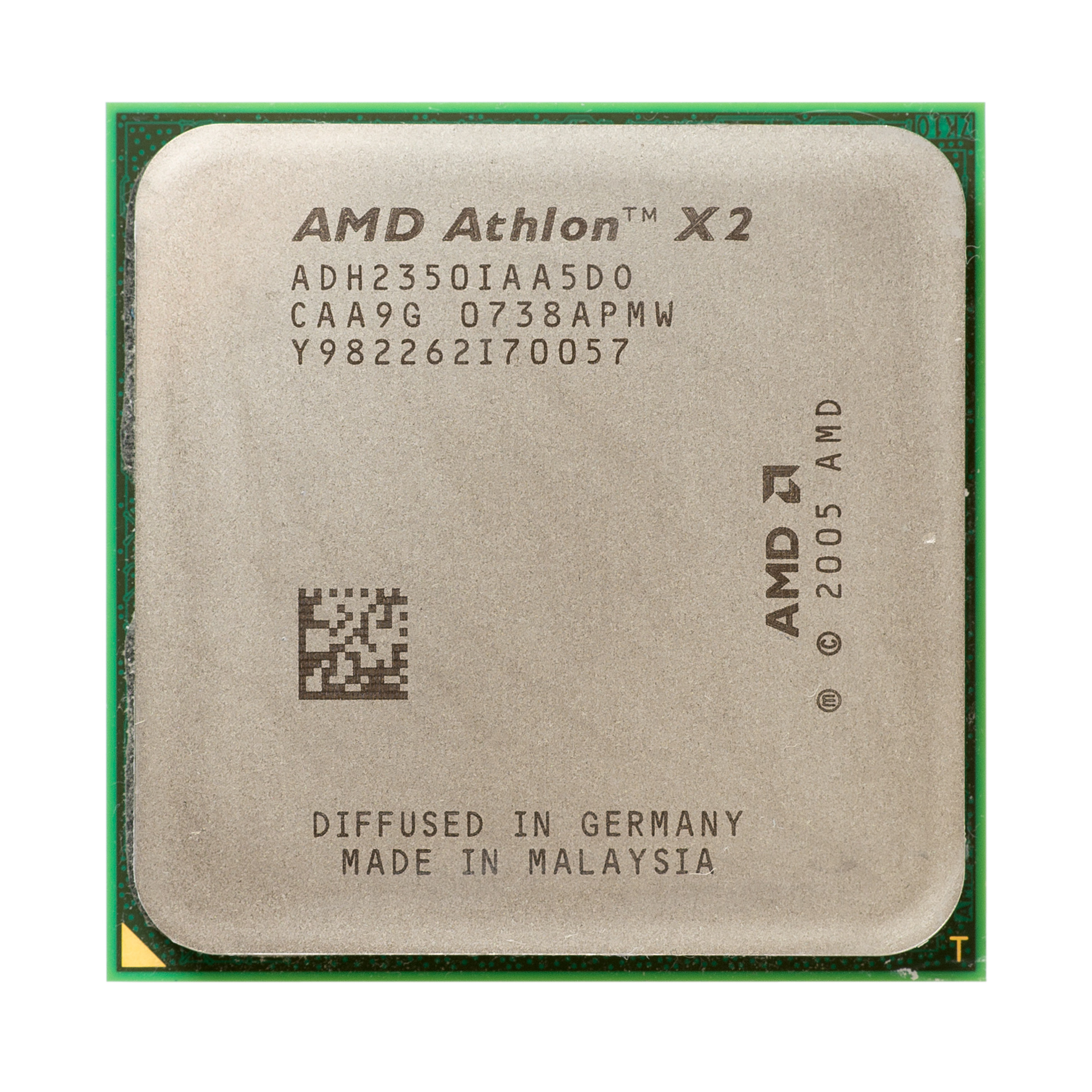
AMD Athlon X2 BE-2350

Spezifikationen:
Doppelkernprozessor (Dual-Core)
- Revisionen: G1, G2
- L1-Cache: je Kern 64 + 64 KiB (Daten + Instruktionen)
- L2-Cache: je Kern 512 KiB mit Prozessortakt
- MMX, Extended 3DNow!, SSE, SSE2, SSE3, AMD64, Cool’n’Quiet, NX-Bit, AMD-V
- Sockel AM2, HyperTransport mit 1.000 MHz (HT 2000)
- DDR2-Speichercontroller: Dual Channel, Unterstützung bis zu DDR2-800
- Erscheinungsdatum: 5. Juni 2007
- Fertigungstechnik: 65 nm (SOI)
- Die-Größe: 118 mm² bei 221 Millionen Transistoren
- Taktfrequenzen: 1.900–2.600 MHz
- Modelle: Athlon X2 BE-2300 bis Athlon X2 BE-2400 und Athlon X2 4050e bis Athlon X2 5050e

## Modelldaten Sockel AM2+

### Kuma
Spezifikationen:
Doppelkernprozessor (Dual-Core)
- Revisionen: B3
- L1-Cache: je Kern 64 + 64 KiB (Daten + Instruktionen)
- L2-Cache: je Kern 512 KiB mit Prozessortakt
- L3-Cache: 2048 kB mit Northbridge-Takt
- MMX, Extended 3DNow!, SSE, SSE2, SSE3, SSE4a, AMD64, Cool’n’Quiet 2.0, NX-Bit, AMD-V
- Sockel AM2+, HyperTransport 3.0 mit 1800 MHz (HT3600)
- DDR2-Speichercontroller: Dual Channel, Unterstützung bis zu DDR2-1066
- Erscheinungsdatum: 15. Dezember 2008
- Fertigungstechnik: 65 nm (SOI)
- Die-Größe: 285 mm² bei 463 Millionen Transistoren
- Taktfrequenzen: 2,3–2,8 GHz
- Modelle: Athlon X2 6500 bis 7850

### Deneb
Spezifikationen:
Doppelkernprozessor (Dual-Core)
- Revisionen: C2
- L1-Cache: je Kern 64 + 64 KiB (Daten + Instruktionen)
- L2-Cache: je Kern 512 KiB mit Prozessortakt
- MMX, Extended 3DNow!, SSE, SSE2, SSE3, AMD64, Cool’n’Quiet 2.0, NX-Bit, AMD-V
- Sockel AM2+, HyperTransport 3.0 mit 1600 MHz (HT3200)
- DDR2-Speichercontroller: Dual Channel, Unterstützung bis zu DDR2-1066
- Erscheinungsdatum: Oktober 2009
- Fertigungstechnik: 45 nm (SOI)
- Die-Größe: 258 mm² bei 758 Millionen Transistoren
- Taktfrequenzen: 2,2 GHz
- Modelle: Athlon X2 5000+ EE